# Giraffas
Giraffas é uma rede de fast-food brasileira, fundada em abril de 1981 em Lago Sul, no Distrito Federal, por Carlos Guerra e Ivan Aragão, a marca surgiu a partir da aquisição de uma pequena lanchonete já chamada Giraffas. A primeira unidade foi instalada no comércio local da QI 09.
Com um cardápio diversificado, que inclui opções de pratos, sanduíches e sobremesas, a rede é reconhecida pelo seu compromisso com sabor, qualidade e preços acessíveis. Atua em mais de 130 municípios brasileiros e conta com cerca de 400 unidades em todo o país.
Em 2024, o Giraffas ultrapassou a marca de R$ 1 bilhão em faturamento anual, consolidando-se como uma das maiores redes do setor no Brasil.

## História
Fundada em abril de 1981 em Lago Sul, no Distrito Federal, por dois amigos, os empresários Carlos Alexandre Guerra e Ivan Aragão, a rede teve sua primeira unidade no comércio local da QI 09. Em 1991, adotou o sistema de franquias, o que possibilitou a expansão para estados como São Paulo, Rio de Janeiro, Mato Grosso do Sul, Minas Gerais, Paraná, Santa Catarina, Goiás, Paraíba, Bahia e Sergipe.
A partir de 2002, o Giraffas iniciou um ciclo de crescimento acelerado e diversificação de produtos, com destaque para a expansão para novos estados, como Espírito Santo e Paraná, e o lançamento de quiosques de sorvetes. Também em 2005, inaugurou sua primeira unidade na cidade de Barreiras, na Bahia.
Em 2006, ano em que completou 25 anos de atuação, a marca promoveu o festival Giraffestival, com bandas de rock locais em Brasília, e alcançou a marca de 200 restaurantes no país. Nesse mesmo ano, passou a operar também nos estados do Pará e Mato Grosso. Ainda em 2006, lançou o Trio RBD, com brindes temáticos da banda. Em 2007, a rede inaugurou sua primeira franquia no Tocantins.
Em 2008, abriu sua primeira loja no Ceará, no Shopping Via Sul, em Fortaleza. Em 2010, o Giraffas atingiu um faturamento de 500 milhões de reais.
No início da década de 2010, a rede iniciou uma breve experiência internacional, com inaugurações nos Estados Unidos, na cidade de Miami, e posteriormente no Paraguai, mas essas operações foram descontinuadas. Atualmente, o Giraffas está presente exclusivamente no Brasil, com perspectivas de expansão futura para países da América Latina, incluindo América do Sul e América Central.
Em 2015, os pratos prontos (cerca de 30 opções) representavam aproximadamente 60% do faturamento da rede.
Em 2019, o Giraffas alcançou um faturamento de 745 milhões de reais, com atuação em 25 estados brasileiros e cerca de 400 unidades em operação.
No início do ano de 2020, a empresa passou por polêmicas, como a na qual o filho do acionista majoritário (Carlos Guerra) foi envolvido. Alexandre Guerra, membro do conselho e ex-CEO da empresa (2013–2016), postou um vídeo na internet com o seguinte conteúdo: "Você que é funcionário, que talvez esteja em casa numa boa, numa tranquilidade, curtindo um pouco esse home office, esse descanso forçado, você já se deu conta de que, ao invés de estar com medo de pegar esse vírus, você também deveria estar com medo de perder o emprego? Será que sua empresa tem condições de segurar o seu salário por 60, 90 dias? Você já pensou nisso?". Após essa declaração, houve reação imediata nas redes sociais, o que levou Carlos Guerra a afastar o filho da empresa, com a promessa de comprar o 1% de ações do filho. Em entrevista à Revista Veja, Carlos Guerra afirmou que o próprio filho pediu demissão diante da repercussão negativa.
Apesar da repercussão, o episódio não afetou a estrutura corporativa da rede, que seguiu sob a liderança de Carlos Guerra. A empresa manteve sua atuação com foco em refeições completas, expandiu sua presença nacional e, em 2024, ultrapassou a marca de R$ 1 bilhão em faturamento.

## Transformação digital e inovação
Entre 2022 e 2024, o Giraffas investiu cerca de R$ 5 milhões em transformação digital, com a implantação de totens de autoatendimento, sistemas de gestão digital de pedidos e treinamentos remotos para franqueados e colaboradores.

## Novas marcas
Durante a pandemia de COVID-19, o Giraffas lançou a marca “Saffari”, focada no delivery de marmitas caseiras. A operação passou a representar cerca de 20% das vendas de delivery do grupo nos anos seguintes.

## Reconhecimentos e prêmios
A rede foi reconhecida por diferentes instituições pelo seu ambiente de trabalho e excelência no franchising:
- Certificação Great Place to Work (GPTW) em 2024, sendo a única rede de alimentação a conquistar o selo no ano.[14]
- Selo de Excelência em Franchising (SEF 2025), concedido pela ABF na categoria Mega Franquia. O Giraffas já recebeu essa certificação 19 vezes.[15]
- Destaque no Prêmio Workplace da InfoJobs, como uma das melhores empresas para se trabalhar.
- Presença no ranking Lugares Mais Incríveis para Trabalhar 2024, elaborado pela FIA Employee Experience.[16]